# Pasir Bitung
Pasir Bitung is een bestuurslaag in het regentschap Lebak van de provincie Banten, Indonesië. Pasir Bitung telt 1029 inwoners (volkstelling 2010).